# Detail
DETAIL (niem. detal) - jest to międzynarodowy periodyk architektoniczny wydawany przez wydawnictwo Detail, ukazujący się w Monachium od 1961. W każdym z zeszytów omawiany jest szczególny temat konstrukcyjny (np. budownictwo betonowe, konstrukcje dachowe, renowacja itd.). Przy czym, pierwszoplanowo prezentowana jest jakość detali konstrukcyjnych. Rysunki z w skali porównawczej oraz fotografie demonstrują aktualne przykłady z kraju i zagranicy
Punkt ciężkości stanowi prezentacja nowych budowli za pomocą zdjęć, opisów i rysunków technicznych. Grupę docelową stanowią przede wszystkim architekci, inżynierowie budownictwa oraz zainteresowani nowoczesnymi technikami budowlanymi.

## Historia
DETAIL pojawił się pierwszy raz w roku 1961. W 2008 opublikuje w swojej 48 serii dziesięć wydań. Od roku 2009 częstotliwość wydawnictwa zwiększy się do 12 numerów rocznie.

## Charakterystyka
DETAIL jest międzynarodowym periodykiem fachowym przeznaczonym dla architektów, inżynierów budownictwa, urzędów budowlanych i inwestorów. Tytuł ma charakteryzować jego zawartość. A ta obejmuje dokumentację i informacje dotyczące obiektów budowlanych wszystkich kategorii. Punkt ciężkości leży w ukazywaniu uzależnień konstrukcyjno-architektonicznych. Na DETAIL składa się pięć rubryk: Dyskusje, Sprawozdania, Dokumentacja, Technika i Produkty stanowiąc źródło informacji dla biur projektowych i architektonicznych. Dwa dodatkowe wydania Detail-Konzept, wyjaśniają prócz zamysłu projektu także kompletny proces planowania i budowy wybijających się budowli. 

## Zawartość
Czasopismo zawiera reportaże i aktualne sprawozdania, fachowe dyskusje i informacje specjalistyczne, dokumentacje o budowlach i przestrzeniach zawierające ilustracje, rysunki wraz z wyjaśnieniami, technikę, informacje produktowe o budowaniu, rozbudowywaniu i wyposażaniu częściowo z ilustracjami oraz powiadomienia o imprezach, prawie budowlanym i fizyce budowli.
Każdy zeszyt koncentruje się na jednym szczególnym temacie konstrukcyjnym, przedstawianym w oparciu o przykłady z kraju i zagranicy. Wybrane projekty ukazują szerokie spektrum tematu wiodącego i tworzą wraz z dokumentacją rdzeń każdego wydania. Wprowadzanie do tematu rozpoczyna się od wywiadów, krytycznych ocen i historycznych rekapitulacji. Następujący po tym opis techniczny pogłębia temat poprzez artykuły fachowe i kończy informacjami o produkcie. 

## Tematy w 2008 r.
Die Schwerpunktthemen 2008 sind:
- 1/2 Budowanie z betonu
- 3 DETAIL KONZEPT Przedszkola / Wychowanie
- 4 Światło i wnętrza
- 5 Tworzywa sztuczne
- 6 Proste budowanie
- 7/8 Duże konstrukcje nośne
- 9 DETAIL KONZEPT Mieszkanie
- 10 Fasady
- 11 Budowanie z drewna
- 12 Temat specjalny

## Wydawnictwo
Czasopismo DETAIL ukazuje się 10 razy do roku i dystrybuowane jest do ponad 80 krajów, jako dwujęzykowe wydanie niemiecko-angielskie. Prócz wydania międzynarodowego ukazuje się także, jako czysto angielska publikacja dostępna 6 razy do roku. Przesyłkom za granicę dołączane jest tłumaczenie najważniejszych artykułów w językach francuskim, rosyjskim lub włoskim. Od roku 2002 ukazuje się w Hiszpanii całkowicie przetłumaczona wersja regionalna. 
- Terminy wydawnicze to: pierwszy tydzień miesiąca.
- Termin nadsyłania ogłoszeń: 6 tygodni przed planowanym wydaniem
- Materiały poligraficzne: 5 tygodni przed planowanym wydaniem

## Nakład
Nakład wydania niemieckojęzycznego wynosi 38 844 egzemplarzy, rozdysponowany nakład rzeczywisty w średniej rocznej (IVW 3/06 do 2/07) wynosi 33 076 egzemplarzy. 12 000 w j. angielskim, 10 000 hiszpańskim, 6 000 chińskim/angielskim oraz 10 000 japońskim. (dane własne wydawnictwa 01/2007)

## Czytelnicy
Do grona czytelników zaliczają się czytelnicy z biur projektowych i inżynierskich, działów planowania firm przemysłowych, banków, nadzoru budowlanego, firm budowlanych oraz biura inżynieryjne planowania statyki, konstrukcji, wyposażenia technicznego jak i też innych.

## DETAIL International
Czasopismo czytane jest w ponad 80 krajach świata i ukazuje się w 5 różnych językach.
- DETAIL, jako wydanie dwujęzykowe (niemiecko-angielskie) z wkładką z tłumaczeniem na język francuski, włoski i rosyjski – 10 razy na rok.
- DETAIL ENGLISCH (kompletne tłumaczenie na j. angielski) – 6 razy na rok
- DETAIL SPANISCH (wersja w j. hiszpańskim) – 8 zeszytów rocznie
- DETAIL CHINESISCH (wersja w j. chińskim) – 6 zeszytów rocznie
- DETAIL JAPANISCH (wersja w j. japońskim) – 12 zeszytów rocznie

## Detail Network
Czasopismo DETAIL należy do Detail Network (sieci Detail). Obejmuje ona Detail X, Detail 360, Deutscher Baukatalog (DBK - Niemiecki Katalog Budownictwa), Detail (Czasopismo) oraz Detail Online. Służy, jako Community, baza danych, leksykon i rynek dla informacji fachowych z zakresu architektury i budownictwa.
DETAIL .de:
W portalu DETAIL, architekci jak i inżynierowie znajdą codziennie aktualizowane informacje wokół architektury, propozycje imprez, informacje dotyczące prawa budowlanego i fizyki budowy oraz szczegółowe opracowania konstrukcyjne. Archiwum zawiera wcześniejsze artykuły DETAIL-u, dostępne do ściągnięcia. W każdy poniedziałek pod hasłem Job-Service znajdują się aktualne oferty pracy z europejskiej branży budowlanej. Można je także otrzymywać w abonamencie Newslettera, posortowanych wedle zawodów. Dwie platformy, DETAIL Topics oraz DETAIL Plus, oferują bezpłatnie fachowe i ważne dla celów planowania informacje tematyczne.
DETAIL X:
Bezpłatny portal internetowy studentów architektury dla studentów architektury. Tu znajduje się miejsce na zwartą wiedzę fachową i wymianę doświadczeń jak i prezentację projektów lub zainteresowań. Zawartość redakcyjna pochodzi z magazynu architektonicznego DETAIL oraz od samych użytkowników. Na tej bazie powstaje szeroko zakrojona baza danych wiedzy podstawowej, skryptów i wiedzy fachowej DETAIL. Szczególny udział w interaktywnej komunikacji ma Weblog. Profile niemieckich szkół wyższych oraz ich rankingi dopełniają wiedzę studencką.
DETAIL 360:
umożliwia architektom, planistom, architektom wnętrz, designerom, i firmom doradczym wizualną i opisową prezentację swoich przedsięwzięć i projektów. Ukierunkowane Community oferuje platformę do celów nawiązywania kontaktów z klientami i partnerami. Przez uruchomienie DETAIL360.com w maju 2008 r., nastąpiło otwarcie się portalu na kontakty międzynarodowe. Biura projektowe mogą przedstawiać teraz siebie i swoje projekty w języku angielskim globalnie i znajdować partnerów na poziomie międzynarodowym.
Deutscher Baukatalog:
Niemiecki Katalog Budownictwa DETAIL jest bezpłatnym narzędziem poszukiwawczym informacji o produktach z zakresu budownictwa i architektury. Architekt może tu znaleźć produkty ponad 45 000 producentów z Niemiec, Austrii, i Szwajcarii. W ten sposób otrzymuje wgląd we wszystkie dostępne produkty, zwarte opisy firm oraz dane kontaktowe do firm obecnych na rynku. Inteligentny algorytm ułatwia znalezienie danych potrzebnych do planowania. Podział produktów i usług następuje poprzez ponad 2000 haseł specyficznych dla produktu. Dla architektów katalog stanowi, jako część sieci DETAILnetworks, bazę danych do wspomagania doboru elementów do własnych projektów.